# Maicching Machiko Sensei
Miss Machiko, (буквально переводится как «Позорная учительница Матико») — манга, созданная  Такэси Эбихарой. Стала известной благодаря откровенному сексуальному юмору. Выходила в еженедельном журнале Shōnen Challenge с мая 1980 по февраль 1982. Позже издательством Gakken было выпущено 8 томов. 

## Сюжет
Главная героиня — профессор Матико, всегда носит короткую красную мини-юбку и попадает в различные «сексуальные» передряги. Ученики Матико очень любят задирать юбку учительнице или хватать её за грудь, а при возможности снимать с неё одежду. Для чего они придумывают всякие ловушки и уловки. Матико, вместо того, чтобы наказывать учеников, отвечает смехом и произносит слово «Майттингу» ("Как неловко", на японском языке означает буквально позор женской чести). Матико как правило очень добрая и терпеливая женщина. Она всегда заботится о своих учениках и готова помочь им решить их проблемы.

## Аниме
На основе сюжета манги студией Pierrot был выпущен аниме сериал из 95 серий. Это также 3-й сериал, созданный студией. Серии транслировались по каналу TV Tokyo с 8 октября 1981 по 6 октября 1983. По результатам подсчётов телевизионной сети TV Asahi сериал «Miss Machiko» входит в список 100 самых любимых телевизионных сериалов в Японии.
Данный сериал также является первым, в котором практикуется  панцушот. 

### Роли озвучивали
- Училка Матико — Рихоко Ёсида
- Кэнта — Масако Нодзава
- Камэ — Норико Цукасэ
- Киндзо — Наоки Тацута
- Ямагата-сэнсэй — Сигэру Тиба
- Фукуока-сэнсэй — Канэто Сиодзава
- Айти-сэнсэй — Ёнэко Мацуканэ
- Директор школы — Хироси Отакэ
- Мадока — Кумико Такидзава
- Маруко — Миэ Судзуки
- Тэнко — Санаэ Такаги
- Хироми — Синобу Адати
- Аомори-сэнсэй — Махито Цудзимура

## Художественные фильмы
Компанией Total Media Corporation было выпущено 2 полнометражных фильма. Первый Maicching Machiko Biginzu (まいっちんぐ マチコ ビギンズ?) был выпущен в 2004 году. Главную роль исполняла Харука Нанами. Второй фильм Maicching Machiko-sensei: Toudai o Juken Dai Sakusen!! (まいっちんぐマチコ先生 東大お受験大作戦!!?) был выпущен в феврале 2006 года. Во втором фильме главную роль играет Саяка Идзояма. Сюжет в общем был сохранён, однако ученики Матико становятся подростками, а не детьми.